# Nez de Cléopâtre

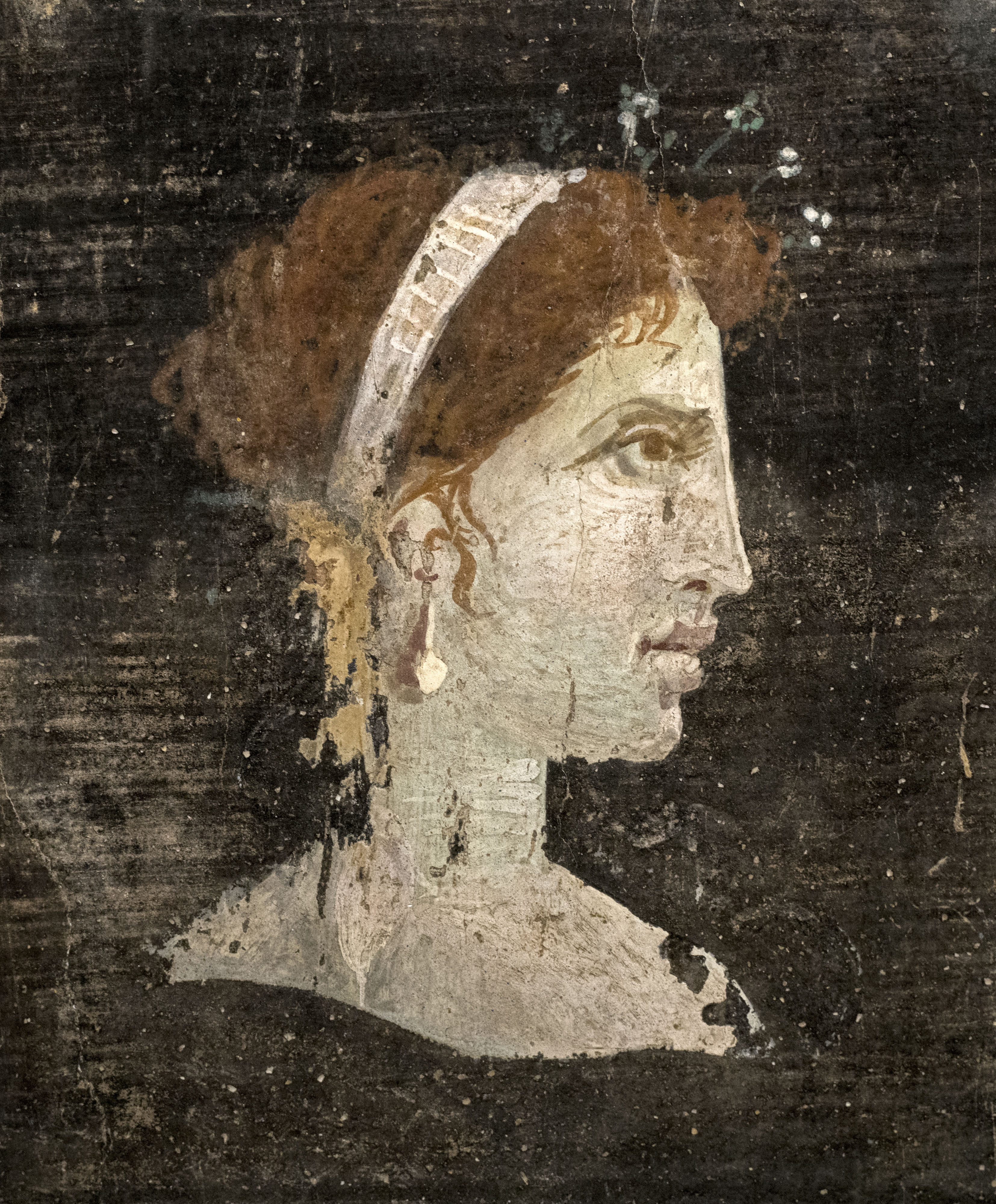
Portrait peint de Cléopâtre VII avec des cheveux roux et ses traits faciaux distincts, portant un diadème royal et des épingles à cheveux perlées, Herculanum, milieu du Ier siècle, musée archéologique national de Naples.

Le nez de Cléopâtre est une expression utilisée pour faire référence à une célèbre formule inventée par Blaise Pascal dans son ouvrage Pensées dans un contexte de démonstration mathématique. Il y soutient que de bien petits effets peuvent avoir de grandes conséquences, et faisant référence aux amours de la reine Cléopâtre VII, imagine qu'avec un physique différent, un nez plus court, elle n'aurait pas séduit Jules César et Marc Antoine. La citation de Pascal est « Qui voudra connaître à plein la vanité de l'homme n'a qu'à considérer les causes et les effets de l'amour. […] Le nez de Cléopâtre, s'il eût été plus court, toute la face de la terre aurait changé »,.
Pascal a peut-être été inspiré par la tragédie de Shakespeare Antoine et Cléopâtre qui contribue au mythe de la femme fatale qui se voit impliquée dans des relations passionnées vouées à la tragédie.

## Linguistique de la citation
Outre l'opposition face (visage) de Cléopâtre / face de la terre, la citation utilise une anacoluthe. L'antéposition (ou prolepse) apporte une suspension qui retient l'attention et met l'esprit en attente. Selon Patrick Bacry, « l'anacoluthe est si proche de la prolepse que la différence entre les deux figures est fort ténue ».

## En réalité

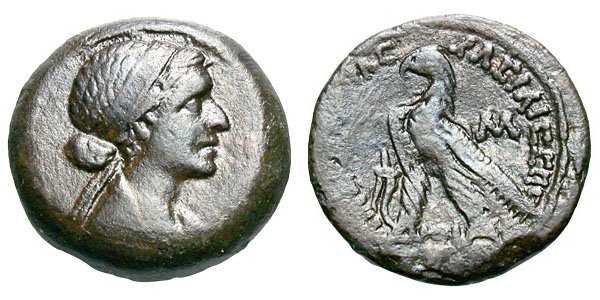
Monnaie à l'effigie de Cléopâtre, avec au revers un aigle tenant un éclair et l'inscription.

Les rares représentations du profil de Cléopâtre semblent indiquer qu'elle avait un nez plutôt proéminent. La vérité historique est que le charme de la reine ne venait pas de son nez mais de sa personnalité.[source insuffisante]

## Postérité
À la suite de cette citation de Pascal, le nez de Cléopâtre est devenu dans la culture un élément constitutif de la personnalité de la reine, par exemple dans une étude historique du journal Le Monde intitulée : La physique met le nez dans la défaite de Cléopâtre.
La pensée pascalienne est parodiée par Isidore Ducasse (Lautréamont) dans ses Poésies en 1870 : « Si la morale de Cléopâtre eût été moins courte, la face de la terre aurait changé. Son nez n'en serait pas devenu plus long. »

### Dans la littérature
- Le Nez de Cléopâtre, Denoël, coll. « Présences » no 14, 1994  (ISBN 2-207-24191-2); en 2000, Denoël, coll. « Présence du futur » no 621  (ISBN 2-207-25001-6) ; en 2001, Gallimard, coll. « Folio SF » no 70  (ISBN 2-07-042076-0)[9]
- Du nez de Cléopâtre à la rétine de Galilée : le fabuleux voyage d'un atome de carbone[10] (2021, Editions Baudelaire).
- Le nez de Cléopâtre est régulièrement évoqué dans la bande dessinée Astérix et Cléopâtre (1963), de René Goscinny et Albert Uderzo, ainsi que dans ses deux adaptations cinématographiques de 1968 et 2002.

### En musique
- Le nez de Cléopâtre, chanson de Ray Ventura et son orchestre en 1938.

### Au cinéma
- Nez de Cléopâtre, court métrage coréalisé par Paula Delsol et Jean Malige en 1957.